# WTA International Series
WTA International Series – kategoria profesjonalnych turniejów tenisowych w rozgrywkach kobiecych; utworzona po rezygnacji w 2008 roku z pięciostopniowego systemu kategoryzacji turniejów (Tier).
Turnieje kategorii WTA International Series w 2020 roku (pandemicznym) składały się z 13 turniejów. Rok wcześniej rozegrano 31 zawodów tej rangi.
Od sezonu 2021 zmieniono kategoryzacje turniejów. Utworzono turnieje rangi WTA 250, w skład których weszły dawne turnieje z cyklu WTA International Series.
Punktacja:
Poniższa tabela przedstawia podział punktów na poszczególne rundy turniejów o różnej liczbie uczestniczek.
| Opis                        | W    | F   | SF                                                            | QF                                                            | R16                                                           | R32                                                           | R64                                                           | R128                                                          | QLFR                                                          | Q3                                                            | Q2                                                            | Q1                                                            |
| --------------------------- | ---- | --- | ------------------------------------------------------------- | ------------------------------------------------------------- | ------------------------------------------------------------- | ------------------------------------------------------------- | ------------------------------------------------------------- | ------------------------------------------------------------- | ------------------------------------------------------------- | ------------------------------------------------------------- | ------------------------------------------------------------- | ------------------------------------------------------------- |
| WTA Tournament of Champions | +195 | +75 | 60 za każdy wygrany mecz (RR) 25 za każdy przegrany mecz (RR) | 60 za każdy wygrany mecz (RR) 25 za każdy przegrany mecz (RR) | 60 za każdy wygrany mecz (RR) 25 za każdy przegrany mecz (RR) | 60 za każdy wygrany mecz (RR) 25 za każdy przegrany mecz (RR) | 60 za każdy wygrany mecz (RR) 25 za każdy przegrany mecz (RR) | 60 za każdy wygrany mecz (RR) 25 za każdy przegrany mecz (RR) | 60 za każdy wygrany mecz (RR) 25 za każdy przegrany mecz (RR) | 60 za każdy wygrany mecz (RR) 25 za każdy przegrany mecz (RR) | 60 za każdy wygrany mecz (RR) 25 za każdy przegrany mecz (RR) | 60 za każdy wygrany mecz (RR) 25 za każdy przegrany mecz (RR) |
| International (32S, 32Q)    | 280  | 180 | 110                                                           | 60                                                            | 30                                                            | 1                                                             | –                                                             | –                                                             | 18                                                            | 14                                                            | 10                                                            | 1                                                             |
| International (32S, 16Q)    | 280  | 180 | 110                                                           | 60                                                            | 30                                                            | 1                                                             | –                                                             | –                                                             | 18                                                            | –                                                             | 12                                                            | 1                                                             |
| International (16D)         | 280  | 180 | 110                                                           | 60                                                            | 1                                                             | –                                                             | –                                                             | –                                                             | –                                                             | –                                                             | –                                                             | –                                                             |

## Turnieje

### Rozgrywane w 2020 roku
| Turniej                      | Miasto    | Państwo           | Nawierzchnia  | Pierwsza edycja |
| ---------------------------- | --------- | ----------------- | ------------- | --------------- |
| Shenzhen Open                | Shenzhen  | Chiny             | Twarda        | 2013            |
| Auckland Open                | Auckland  | Nowa Zelandia     | Twarda        | 2009            |
| Hobart International         | Hobart    | Australia         | Twarda        | 2009            |
| Hua Hin Championships        | Hua Hin   | Tajlandia         | Twarda        | 2019            |
| Mexican Open                 | Acapulco  | Meksyk            | Twarda        | 2009            |
| Lyon Open                    | Lyon      | Francja           | Twarda (hala) | 2020            |
| Monterrey Open               | Monterrey | Meksyk            | Twarda        | 2009            |
| Palermo Open                 | Palermo   | Włochy            | Ceglana       | 2009            |
| WTA Prague Open              | Praga     | Czechy            | Ceglana       | 2015            |
| Top Seed Open                | Lexington | Stany Zjednoczone | Twarda        | 2020            |
| Istanbul Cup                 | Stambuł   | Turcja            | Ceglana       | 2009            |
| Internationaux de Strasbourg | Strasburg | Francja           | Ceglana       | 2009            |
| Ladies Linz                  | Linz      | Austria           | Twarda (hala) | 2009            |

### Nierozgrywane
| Turniej                              | Miasto                    | Państwo              | Nawierzchnia    | Pierwsza edycja | Ostatnia edycja |
| ------------------------------------ | ------------------------- | -------------------- | --------------- | --------------- | --------------- |
| Ponte Vedra Beach Championships      | Ponte Beach               | Stany Zjednoczone    | Ceglana         | 2009            | 2010            |
| ECM Prague Open                      | Praga                     | Czechy               | Ceglana         | 2009            | 2010            |
| Slovenia Open                        | Portorož                  | Słowenia             | Twarda          | 2009            | 2010            |
| Brisbane International               | Brisbane                  | Australia            | Twarda          | 2009            | 2011            |
| Andalucia Tennis Experience          | Marbella                  | Hiszpania            | Ceglana         | 2009            | 2011            |
| Barcelona Ladies Open                | Barcelona                 | Hiszpania            | Ceglana         | 2009            | 2012            |
| Birmingham Classic                   | Birmingham                | Wielka Brytania      | Trawiasta       | 2009            | 2013            |
| Memphis Open                         | Memphis                   | Stany Zjednoczone    | Twarda (hala)   | 2009            | 2013            |
| Portugal Open                        | Estoril / Oeiras          | Portugalia           | Ceglana         | 2009            | 2014            |
| WTA Tournament of Champions          | Bali / Sofia              | Indonezja / Bułgaria | Twarda (hala)   | 2009            | 2014            |
| Gastein Ladies                       | Bad Gastein               | Austria              | Ceglana         | 2009            | 2015            |
| Thailand Open                        | Pattaya                   | Tajlandia            | Twarda          | 2009            | 2015            |
| Swedish Open                         | Båstad                    | Szwecja              | Ceglana         | 2009            | 2017            |
| Coupe Banque Nationale               | Québec                    | Kanada               | Dywanowa (hala) | 2009            | 2018            |
| Hungarian Grand Prix                 | Budapeszt / Debreczyn     | Węgry                | Ceglana         | 2009            | 2019            |
| Copa Colsanitas                      | Bogota                    | Kolumbia             | Ceglana         | 2009            | 2019            |
| Morocco Open                         | Fez / Marrakesz / Rabat   | Maroko               | Ceglana         | 2009            | 2019            |
| Rosmalen Open                        | Rosmalen                  | Holandia             | Trawiasta       | 2009            | 2019            |
| Tashkent Open                        | Taszkent                  | Uzbekistan           | Twarda          | 2009            | 2019            |
| Japan Women’s Open Tennis            | Osaka / Tokio / Hiroszima | Japonia              | Twarda          | 2009            | 2019            |
| Luxembourg Open                      | Luksemburg                | Luksemburg           | Twarda (hala)   | 2009            | 2019            |
| Guangzhou International Women’s Open | Kanton                    | Chiny                | Twarda          | 2009            | 2019            |
| Korea Open                           | Seul                      | Korea Południowa     | Twarda          | 2009            | 2019            |
| Danish Open                          | Copenhagen                | Dania                | Twarda (hala)   | 2010            | 2012            |
| WTA Malaysian Open                   | Kuala Lumpur              | Malezja              | Twarda          | 2010            | 2017            |
| Texas Tennis Open                    | Dallas                    | Stany Zjednoczone    | Twarda          | 2011            | 2012            |
| Baku Cup                             | Baku                      | Azerbejdżan          | Twarda          | 2011            | 2015            |
| Washington Open                      | Waszyngton                | Stany Zjednoczone    | Twarda          | 2011            | 2019            |
| Brasil Tennis Cup                    | Florianópolis             | Brazylia             | Twarda          | 2013            | 2016            |
| Katowice Open                        | Katowice                  | Polska               | Twarda (hala)   | 2013            | 2016            |
| Nürnberger Cup                       | Norymberga                | Niemcy               | Ceglana         | 2013            | 2019            |
| Rio Open                             | Rio de Janeiro            | Brazylia             | Ceglana         | 2014            | 2016            |
| Hong Kong Tennis Open                | Hongkong                  | Hongkong             | Twarda          | 2014            | 2018            |
| Bucharest Open                       | Bukareszt                 | Rumunia              | Ceglana         | 2014            | 2019            |
| Nottingham Open                      | Nottingham                | Wielka Brytania      | Trawiasta       | 2015            | 2019            |
| Taiwan Open                          | Tajpej                    | Tajwan               | Twarda          | 2016            | 2018            |
| Mallorca Open                        | Majorka                   | Hiszpania            | Trawiasta       | 2016            | 2019            |
| Swiss Ladies Open                    | Gstaad / Lozanna          | Szwajcaria           | Ceglana         | 2016            | 2019            |
| Tianjin Open                         | Tiencin                   | Chiny                | Twarda          | 2014            | 2019            |
| Jiangxi Women’s Tennis Open          | Nanchang                  | Chiny                | Twarda          | 2016            | 2019            |
| Ladies Open Lugano                   | Lugano                    | Szwajcaria           | Ceglana         | 2017            | 2019            |
| Moscow River Open                    | Moskwa                    | Rosja                | Ceglana         | 2018            | 2018            |
| Bronx Open                           | Bronx                     | Stany Zjednoczone    | Twarda          | 2019            | 2019            |
| Baltic Open                          | Jurmała                   | Łotwa                | Ceglana         | 2019            | 2019            |